# Nabil Haïdar
Pour les articles homonymes, voir Haïdar.
Nabil Haïdar, né en août 1954 à Diourbel (Sénégal), est un écrivain sénégalais d'origine libanaise.
Nabil Haïdar a été plusieurs fois lauréat au concours de la meilleure nouvelle de langue française de RFI (Radio France internationale), et les nouvelles primées ont été publiées aux éditions Hatier, collection « Monde noir poche », sous la direction de Jacques Chevrier.

## Œuvres
Il a publié quatre recueils de poèmes intitulés : 
- La Poésie d'El Nabelioun, aux éditions Pierre Jean Oswald, à Honfleur, France, en 1976. Ecrit sous le pseudonyme : Haïdar El Nabelioun.
- Le Baiser, imprimerie GIA, Dakar, 1976.
- Poèmes à une Femme, imprimeries GIA, Dakar, 1977.
- L'hirondelle de nos rêves n'est pas morte de froid, poèmes érotiques, Éditions Amal, Dakar, 1978.
- Silence Cimetière, et autres nouvelles, Nouvelles éditions africaines, Dakar, 1979.
- Le Déserteur, roman, Nouvelles éditions africaines, Dakar 1983, primé par la Fondation Léopold Sédar Senghor 1985[3]
- Les Cèdres Sauvages, roman, Editions KHOUDIA,2017.

Éditeurs : 
- Éditions Pierre-Jean Oswald, Honfleur.
- Nouvelles Editions Africaines, Dakar, Abidjan, Lomé.
- Editions Hatier, Paris, France.
- Editions Khoudia, Dakar, Sénégal.

## Prix littéraires
- Fondation Leopold Sedar Senghor
- Radio-France International